# 水平磁気記録方式

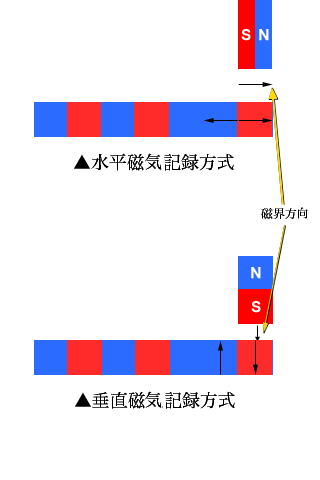
水平磁気記録方式（上）と垂直磁気記録方式（下）

水平磁気記録方式（すいへいじききろくほうしき、英: Longitudinal Magnetic Recording）は、ハードディスク等の磁気記録において、磁性層を水平方向に磁化する記録方式のことである。面内磁気記録方式とも呼ばれる。

## 特徴

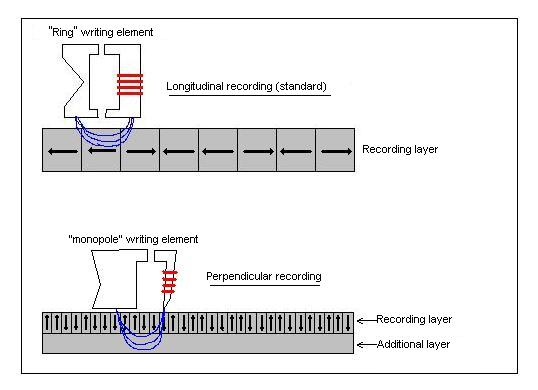
リングヘッドによる記録（図上）

水平磁気記録方式では、データの記録にリングヘッドを用いる特徴がある。リングヘッドは軟質磁性体で出来たコアの周りに線が巻き付けられており、媒体の直上部分に僅かな切れ目（ギャップ）が入った構造になっている。巻き線に電流を流すことで、コアに磁束が流れ、これはギャップ部分まで導かれる。この磁束の一部がギャップの外に漏れだし、ギャップ直下の媒体を磁化する事で、データを記録する。漏れ出した磁束を漏洩磁束とも呼ぶ 。電流の向きを反転させる事で、磁束の導かれる方向も反転するため、媒体の磁化を左右に制御できる。
媒体の磁性層には水平方向に磁化しやすい特性を予め持たせておく（磁気異方性が水平になるよう磁性体を配置する）。デジタル記録の場合、リングヘッドの磁場により磁化された磁性層は、ヘッド電流の向きに応じて右もしくは左向きの2状態を取ることになり、これによりバイナリデータを再現する。

## 熱揺らぎ問題
一般に、デジタル記録で高密度化を達成するには、一つのビットの大きさを小さくしなければならない。しかしながら、水平磁気記録方式でビットを小さく（= 磁区を小さく）すると、その磁区内で発生する反磁界の影響が無視できなくなる、という問題がある。反磁界とは、磁区の内部に出来る磁界のことであり、磁化を弱める減磁力として作用する。反磁界は磁性体が短くなる程（N,Sの磁極が近づくほど）大きくなるため、水平記録方式では高密度化するほど減磁力が大きくなる。
減磁力の増加は、磁力の減衰を引き起こし、最悪の場合、データが経時により消失してしまう。これが高密度化の障害となり、所謂「熱揺らぎ問題」として知られている。
これを克服する記録方式として、垂直磁気記録方式があり、ハードディスクでは2006年を境に水平から垂直方式への移行が進んだ。